# Johannes Holtfreter
Johannes Friedrich Karl Holtfreter (* 9. Januar 1901 in Richtenberg; † 13. November 1992 in Rochester (New York)) war ein deutsch-US-amerikanischer Embryologe.

## Biografie

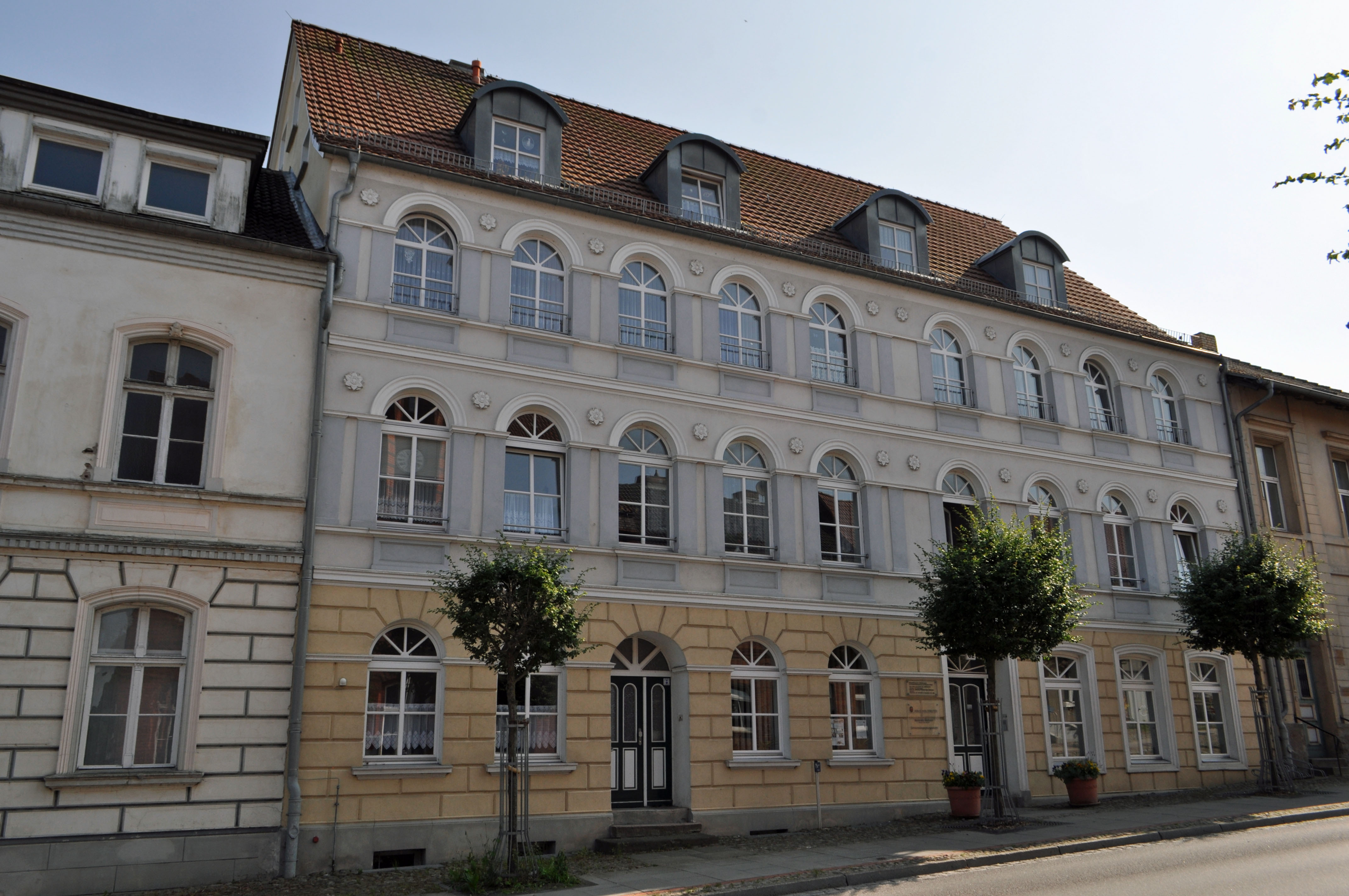
Haus Holtfreter in Richtenberg, Geburtshaus Johannes Holtfreters (2013)

Holtfreters Vater war Brennereibesitzer. Die Familie siedelte 1914 von Richtenberg nach Stralsund um, wo sie das Haus Schillstraße 36 bewohnte.
Er studierte ab 1917 Naturwissenschaften an der Universität Rostock und an der Universität Leipzig, ab 1920 an der Albert-Ludwigs-Universität Freiburg, an der er 1924 bei Hans Spemann mit einer Arbeit über die Entwicklung von Leber und Bauchspeicheldrüse im Frosch-Embryo promovierte. In dieser Zeit war er Mitglied der Wandervogel-Bewegung. In Freiburg lernte er im Studium Viktor Hamburger kennen. Nach dem Studium sollte er an der Zoologischen Station in Neapel forschen, nutzte diese Zeit aber hauptsächlich zu Reisen in Italien und Europa und befasste sich mit Malerei. Er lebte auf der Insel Ischia und besuchte, wandernd, bedeutende Kunst- und Naturstätten Italiens. Anschließend kehrte er nach Stralsund zurück, wo er sich auf ein Lehramt am Stralsunder Gymnasium vorbereitete; die Prüfung zum Lehramt legte er 1927 in Greifswald ab.
Als Viktor Hamburger 1928 von Berlin zurückging nach Freiburg, berief Otto Mangold Johannes Holtfreter an sein Institut. Fortan forschte er wieder auf dem Gebiet der Embryologie.
Holtfreter entwickelte in Berlin eine nach ihm benannte Salzlösung, in der Froschembryos besser überlebten. Darüber hinaus entwickelte er sterile Techniken um die Kontamination mit Bakterien zu vermeiden. Damit setzte er die in Freiburg mit Spemann begonnenen Experimente zum Spemann-Organisator fort und konnte zeigen, dass dieser die Fähigkeit zur Induktion auch behielt, nachdem er abgetötet wurde. Er bewies damit, dass die vom Organisator erzeugten chemischen Substanzen für dessen Rolle in der Festlegung des Körperplans verantwortlich waren. Er entdeckte, dass es verschiedene dieser chemischen Substanzen gab, eines für die Induzierung von Nervengewebe und das andere für mesodermales Gewebe.
1934 ging Holtfreter als Außerordentlicher Professor an die Ludwig-Maximilians-Universität München, befasste sich mit Embryos im Gastrula-Stadium und führte erste Anlagepläne (fate maps) ein. Im Jahr 1936 legte er eine Pause ein, die er zu längeren Besuchen an Universitäten in den USA und zu einer Weltreise nutzte. Diese Reise führte ihn von Hawaii über Japan, China und Java nach Bali. Von der Reise brachte er eigene Zeichnungen und Radierungen mit, die Landschaften und Einwohner zeigten.
Bei seiner Rückkehr im Jahr 1937 nach München wurde er mit der belastenden Situation konfrontiert, die der Nationalsozialismus geschaffen hatte. Aus Berlin hatte er schon Kontakte zu Joseph Needham und Conrad Hal Waddington. Needham ermöglichte ihm 1939, nachdem er mit der Gestapo in Konflikt geriet, die Flucht über die Schweiz nach England. Er erhielt Unterstützung seiner Kollegen von der Universität Cambridge. Nach Kriegsausbruch wurde er als feindlicher Ausländer interniert und nach Kanada überstellt, wo er interniert wurde und erst 1942 freikam. Danach ging er mit einem Rockefeller-Stipendium an das Zoologische Institut der McGill University im kanadischen Montreal. Dort befasste er sich vor allem mit Gastrulation durch Beobachtung der Zellbewegungen. 1946 wurde er Assistant Professor an der University of Rochester in den USA, an der er 1948 eine volle Professur erhielt. 1949 erhielt er einen Ruf an das Kaiser-Wilhelm-Institut für Biologie in Hechingen, kehrte aber nicht nach Deutschland zurück.
In einem Aufsatz mit Viktor Hamburger über Amphibien-Entwicklungsbiologie lehnte Holtfreter 1955 das Konzept eines Gradienten von Signalmolekülen ab, der die embryonische Entwicklung steuert, und bevorzugte stattdessen direkte Zell-Zell-Wechselwirkung.

### Familie
Holtfreter war verheiratet mit Hiroko Holtfreter, geborene Ban. Die Ehe blieb kinderlos.

## Ehrungen, Mitgliedschaften
Er war Mitglied der Leopoldina, der Königlich Schwedischen Akademie der Wissenschaften, der American Academy of Arts and Sciences (1957) und der National Academy of Sciences (1955). Er war Ehrendoktor der Universität Freiburg (1975).
In seiner Geburtsstadt Richtenberg wurde an seinem Geburtshaus dem heutigen Haus Holtfreter und früheren  Brennereihaus der damaligen Firma J. C. Holtfreter Anfang der 1990er Jahre eine Gedenktafel angebracht.